# Особняк А. П. Шувалова (Е. А. Воронцовой-Дашковой)
Особняк А. П. Шувалова (Е. А. Воронцовой-Дашковой) — историческое здание в Санкт-Петербурге по адресу Моховая улица, д. 10. Построенное в 1854-м году, сохранилось практически в неизменном облике до наших дней. Объект культурного наследия регионального значения.

## История

### Сведения об участке и строительство
История застройки участка прослеживается до 1735 года; согласно архивным сведениям, на тот момент он принадлежал капитан-поручику Семёновского полка Ферапонту Суровцеву. В дальнейшем имение неоднократно перепродавалось, его владельцами в разные годы были статский советник А. Г. Шишкин, барон И. И. Демолино, генерал-майор А. Я. Пурпур, вдова генерал-аншефа Я. И. фон Брандта Анна Ивановна. В атласе 1798 года на участке было зарегистрировано каменное здание с деревянной пристройкой, а в 1830-м — лицевой фасад двухэтажного жилого дома. В тот период владельцем имения был купец М. Т. Вахрушев.
В 1854 году участок выкупил генерал-майор, действительный статский советник Андрей Шувалов, для него архитектор Герман Паукер построил на нём трёхэтажный жилой дом Г-образной формы и четырёхэтажный флигель на правой границе участка. Уже в 1858-м Шувалов заказал перестройку архитектору Луиджи Феррацини, в ходе работ был переоформлен лицевой фасад, увеличены окна на уровне третьего этажа.
В 1876 году имение перешло его наследникам. В 1903—1912 годах дом занимала китайская дипломатическая миссия. В 1912 году хозяйкой особняка стала графиня Елизавета Андреевна Воронцова-Дашкова, урождённая Шувалова. По её заказу в 1913—1914 годах архитектор Иван Фомин переоформил интерьеры в неоклассическом стиле. По оценке искусствоведа Владимира Лисовского, эта работа стала одной из лучших у Фомина за все 1910-е годы.
Наиболее выразительный декор получил зал-кабинет, расположенный на первом этаже в левой части здания. Одна из стен кабинета была выполнена в виде ионического портика с колоннами из искусственного мрамора. Потолок кабинета был решён в виде овального декоративного плафона, на синем фоне которого расположены кессоны и лепные розетки. Противоположная стена оформлена декоративной лепной рамой. Лепнина широко представлена и в других комнатах особняка.

### После революции
Особняк национализировали в 1917 году. Во время Второй мировой войны, 14 ноября 1941 года, от попадания фугасной бомбы были разрушены дворовая и фасадная части. Бомбоубежище в подвале здания оказалось под завалами. Погибло 30 человек, ещё 45 были ранены.
В период с 1944 по 1956 годы на уровне второго и третьего этажей были пристроены дополнительные объёмы, а также перенесена чёрная лестница и проложена проездная арка. В 1960-х годах были утрачены исторические оконные заполнения лицевого фасада. Полноценную реставрацию здание прошло только в 1990—1991 годах. В 1994-м были заменены перекрытия и кровля.

## Современность
До нашего времени сохранились интерьеры зала-кабинета, лепной декор некоторых помещений, а также несколько предметов мебели последней четверти XIX века. В 2010-х гг. в особняке располагался расчётный центр банка «Санкт-Петербург». В начале 2020-х гг. банк выставил особняк на продажу по стоимости в 300 млн рублей. В 2023 году здание купил гостиничный холдинг «Academia», новый владелец планирует открыть в нём гостиницу.